# Antrophyum costatum
Antrophyum costatum là một loài dương xỉ trong họ Pteridaceae. Loài này được Alderw. mô tả khoa học đầu tiên năm 1908.